# 卡普塔里亚集团
卡普塔里亚集团（Capitalia）是一家总部位于意大利罗马的银行集团。

## 历史
2002年7月由罗马银行（Banca di Roma），意大利BIPOP CARIRE银行，和西西里银行（Banco di Sicilia）合并而成。Capitalia集团于2007年5月同意被裕信银行所并购。合并之后，新的意大利联合信贷银行将成为欧元区第一大，欧洲第三大，世界第六大的银行集团。
Capitalia是一家股份公司，由总裁Cesare Geronzi和CEOPaolo Fiorentino所领导。总经理为Carmine Lamanda。雇员总数达到28，264人。

## 和裕信银行合并
在2007年5月，所有在意大利北部地区的裕信银行集团所属的银行分行（包括 Bipop Carire，罗马银行和西西里银行的分行）被重新包装成裕信银行出现；裕信银行集团在意大利其余地区的银行分行将被统一命名为罗马银行；在西西里岛，意大利联合信贷银行将以西西里银行的面貌出现。